# Östgöta flygflottilj

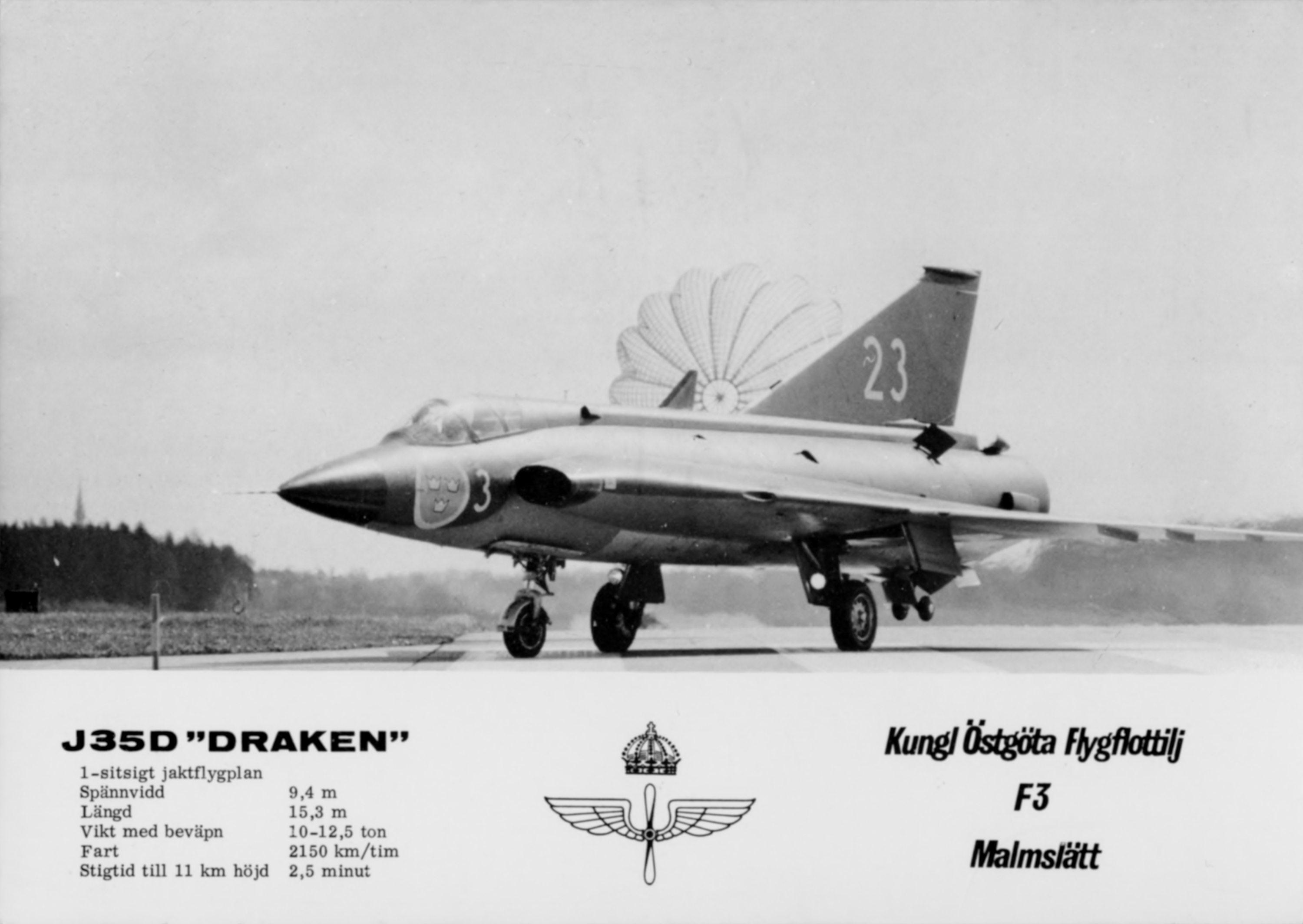
J 35D Drake (35393) vid Malmslätt.

Östgöta flygflottilj eller F 3 Malmslätt var en flygflottilj inom svenska flygvapnet som verkade åren 1926–1974. Förbandsledningen var förlagd i Linköpings garnison vid Malmens flygplats.

## Historik
Flygflottiljen har sitt ursprung ur det Flygkompani som sattes upp på Malmen 1916. Genom 1925 års försvarsbeslut beslutade riksdagen att Flygvapnet skulle bildas, jämte Armén och Marinen, som en självständig försvarsgren. Totalt skulle fyra flygkårer och en flygskola organiseras från och med den 1 juli 1926. Flygkompaniet omorganiserades från den 1 juli 1926 till Tredje flygkåren, vilken övertog infanteriets tidigare förläggnings- och övningsplats på Malmslätt. Tredje flygkåren organiserades som ett armé- och luftvärnssamverkande förband.
Genom 1936 års försvarsbeslut beslutades att stärka Flygvapnet med nya förband, samt att ersätta kårorganisationen med en flottiljorganisation. Med flottiljorganisationen ändrades även benämningen kompani till division. Tredje flygkåren tilldelades det nya namnet Östgöta flygflottilj (F 3). Rollen som ett armésamverkande förband kvarstod fram till 1948. I mars 1940 tillfördes flottiljen en fjärrspaningsgrupp, vilken under senare delen av året utökades till att omfatta en fjärrspaningsdivision. Till skillnad mot flottiljens tre första divisioner, vilka ingick i Första flygeskadern (E 1), kom fjärrspaningsdivisionen att ingå i Fjärde flygeskadern (E 4) och var samtidigt baserad till Torslanda flygfält. Fjärrspaningsdivisionen blev dock inte långvarig vid flottiljen, utan överfördes redan 1941, till nyuppsatta Södermanlands flygflottilj (F 11) i Nyköping.
Efter krigsåren var tanken att det svenska försvaret skulle nedrustas, men Pragkuppen fick den svenska riksdagen att rösta igenom försvarsbeslutet 1948, där bland annat jaktflyget inom Flygvapnet skulle utökas med 50 procent. Flottiljens roll som armésamverkande kom därmed att upphöra och flottiljen omorganiseras istället till en jaktflottilj. Med den omorganiseringen överfördes flottiljen till Tredje flygeskadern (E 3). År 1949 tillfördes flottiljen jaktflygplanet J 22 och 1951 tog man steget in i jetåldern, då J 22:orna ersattes med J 28A Vampire. J 28A Vampire överfördes från den närbelägna flottiljen i Norrköping, vilken samtidigt beväpnades med svensktillverkade J 29 Tunnan. Just A-versionen av Vampire kom enbart att flygas vid F 3, F 13 och F 20.
År 1953 påbörjades en ombeväpning vid F 3 till J 29 Tunnan, vilken kom att vara i tjänst vid flottiljen fram till 1965, då den ersattes med J 35D Draken. D-versionen av Draken bytes sedan ut 1970 till F-versionen. Dock blev endast två av flottiljens tre divisioner beväpnade med F-versionen, eftersom 33. jaktflygdivisionen (Cesar Gul), med tillhörande baskompani, vakantsatts från den 1 juli 1967 av besparingsskäl. Cesar Gul kom istället från den 1 juli 1967 att börja verka som Målflygdivisionen (MFD). Året därpå, 1968, omlokaliserades Flygvapnets flygbefälsskola (FBS) från Luleå till Malmslätt.
Inför försvarsbeslutet 1958 föreslog regeringen för riksdagen att två flygflottiljer skulle avvecklas på grund av minskade anslag till flygvapnet, eller rättare sagt en reducering av krigsorganisationen. Målet var att skapa ett ekonomiskt utrymme för modernisering av de kvarvarande delarna av flygvapnet, bland annat genom införandet av flygplanen Saab 32 Lansen och Saab 35 Draken. Detta innebar en satsning på kvalitet framför kvantitet, något som hela försvaret genomgick vid denna tidpunkt. De två flygflottiljer som föreslogs avvecklas var Svea flygflottilj (F 8) och Hallands flygflottilj (F 14). Den föreslagna reduktionen av flygvapnet skulle dock gå ut över jaktflyget. Hallands flygflottilj som var en attackflygflottilj, skulle därmed ersättas med att en jaktflygflottilj skulle omorganiseras till attackflygflottilj. Vilken jaktflygflottilj som skulle överta rollen som attackflygflottilj skulle utredas, för att utgöra underlag för en proposition till 1959 års riksdag. I december 1958 antog riksdagen propositionen, vilken gällande Hallands flygflottilj bara beslutade att flygflottiljen skulle avvecklas och att dess roll som attackflygflottilj tidigast ersättas budgetåret 1961/1962. Inför 1959 års riksdag föreslog regeringen, efter förslag från chefen för flygvapnet, att Hälsinge flygflottilj (F 15) eller alternativt Östgöta flygflottilj (F 3), skulle överta rollen som attackflygflottilj. Valet av dessa två jaktflygflottiljer berodde på att de var de enda jaktflygflottiljer som inte hade ansvar för en luftförsvarssektor. Chefen för flygvapnet ansåg dock att Hälsinge flygflottilj hade de bästa möjligheterna till att omorganiseras från dagjakt till attack, och den kom därför att bli den flygflottilj som omorganiserades till attackrollen.
År 1968 godkände riksdagen regeringens proposition (1968:109) gällande försvarsbeslutet 1968, där endast Göta flygflottilj (F 9) i Göteborg kom att beröras av en avveckling. Inför försvarsbeslutet hade man aktivt valt att utelämna ett beslut om förändringar av grundorganisationen, detta då Försvarets fredsorganisationsutredning (FFU) tillsattes i februari 1967. FFU hade i uppdrag att utreda lämpliga strukturförändringar i krigsmaktens fredsorganisation. När väl utredningen var färdig, kom beskedet att två flygkårer skulle avvecklas, F 2 i Hägernäs och F 8 i Barkarby, samt en flottilj, F 18 i Tullinge. F 18 skulle omorganiseras till en skolenhet för Flygvapnets markutbildning. Denna omorganisation blev starten för Flygvapnets Stockholmskarusell, där både personal, skolor och enheter från både F 2 och F 8 skulle omlokaliseras till F 18 och i viss mån även till F 3. Det då Transportflygdivisionen vid Svea flygkår (F 8) omlokaliserades 1973 till Malmslätt.
I början av 1970-talet kom frågan upp om en avveckling av ytterligare en flottilj, och i februari 1971 föreslog regeringen en avveckling av Östgöta flygflottilj. Utredningen som låg till grund för regeringens proposition var gjord av Försvarets fredsorganisationsutredning (FFU). Denna hade tagit hänsyn till att attackflottiljerna minskades från fyra till tre, då F 17 ombeväpnades till jaktflygflottilj. Därför lades fokus på att jämföra de åtta befintliga jaktflygflottiljerna. Vid en jämförelse mellan dessa flottiljer var Östgöta flygflottilj den minsta, med en ungefär årlig utbildning av 250 värnpliktiga. Flottiljen var vidare en så kallad normalflottilj, det vill säga den hade inget sektoransvar, utan låg inom samma luftförsvarssektor som jaktflygflottiljen F 13 i Norrköping, som även ansvarade för sektorn. 
Östgöta flygflottilj som vid den tidpunkten bestod av två jaktdivisioner, sedan en division blivit vakantsatt från den 1 juli 1967. Enligt Flygvapnets plan för materielomsättning så skulle F 3 på sikt bestå av endast en jaktdivision och en målflygenhet. Utredningen såg därför att en avveckling av Östgöta flygflottilj medförde att endast två förbandsenheter behövde omlokaliseras, en jaktflygdivision och en målflygenhet. FFU föreslog att omlokalisera målflygenhet till F 6 i Karlsborg, efter valt mellan F 6 och F 15 i Söderhamn. Ur operativa synpunkter och förbandsproduktionsskäl föreslog FFU att omlokalisera en jaktdivision till F 12 i Kalmar, som vid den tidpunkten var den enda jaktflottiljen som endast hade två jaktflygdivisioner. Flygvapnet föreslog att målflygorganisationen skulle kvarstå i Malmslätt. Vidare föreslogs att Bråvalla flygflottilj skulle överta det mobiliserings- och förvaltningsansvar som F 3 hade. I 1971 års vårriksdag antog riksdagen regeringens proposition 1971:110, vilken innebar att Östgöta flygflottilj skulle avvecklas senast den 30 juni 1974. Dock tog inte propositionen någon ställning till målflygets och jaktflygdivisionernas framtida organisation och lokalisering.
I regeringens proposition 1972:45 föreslog regeringen för riksdagen att Transportflygdivisionen vid Svea flygkår (F 8) i Barkarby skulle omlokaliseras till Malmslätt och att Målflygorganisationen skulle överföras till Västgöta flygflottilj (F 6) i Karlsborg. Dock kom Målflygorganisationen kvarstå i Malmslätt och Transportflygdivisionen tillfördes flottiljen under 1973. Den 1 april 1973 upplöstes flottiljens två jaktdivisioner och J 35F Draken med personal överfördes från den 2 april 1973 till Blekinge flygflottilj (F 17). Den 30 juni 1974 avvecklades Östgöta flygflottilj officiellt, och dess kvarvarande verksamhet övergick till att vara ett detachement till Bråvalla flygflottilj (F 13).
Efter att flottiljen avvecklades kvarstod en stor del av verksamheten vid Malmens flygplats – stab, förvaltnings- och driftenheter, målflyg- och transportflygdivision organiserades som ett detachement till F 13. I samband med att Transportflygdivisionen överfördes 1985 till Skaraborgs flygflottilj (F 7), omlokaliserades Östgöta arméflygbataljon (AF 2) från Nyköping, vilken övertog de fastigheter som blev lediga på Malmen. AF 2 omorganiserades senare till Östgöta helikopterbataljon (4. hkpbat), som dock upphörde som organisationsenhet 2004, varvid verksamheten direkt underlades Helikopterflottiljen, som sattes upp 1998, även den på Malmen. Flygplatsen är numera en av landets få kvarvarande helt militära flygplatser.
I samband med att F 13 avvecklades genom försvarsbeslutet 1992, överfördes detachementet F 13M år till Upplands flygflottilj (F 16) och fick ny beteckning F 16M. År 2003 lokaliserades Flygvapnets flygskola till Malmslätt och ingick i detachementet F 16M. Genom försvarsbeslutet 2000 kom även F 16 att avvecklas, vilket medförde att detachementet överfördes 2003 till Blekinge flygflottilj (F 17). Detachementet upphörde i sin form 2005. Kvar på Malmen sedan 2006 finns bland annat Helikopterflottiljen och Flygskolan. Flygskolan tillhör Luftstridsskolan.

### Viktiga årtal
- 1926: Tredje flygkåren bildas den 1 juli.
- 1936: Kungl Östgöta flygflottilj bildas.
- 1948: Flottiljen omorganiseras till jaktflottilj.
- 1967: Tredje divisionen, Cesar Gul, vakantsätts.
- 1967: En Målflygdivision tillförs med flygplanen S 29C och J 29F.
- 1968: Flygvapnets Bomb- och skjutskola (FBS) omlokaliseras till Malmen.
- 1970: Flottiljen tillförs ett mindre antal Sk 60.
- 1971: Flottiljens tillförs en Målflyggrupp från F 15 Söderhamn med tillhörande J 32B.
- 1972: Modifieringen av J 32B till J 32E och J 32D för Målflygdivisionen påbörjas.
- 1973: Den 1 april upplöstes flottiljens två jaktdivisioner.
- 1973: Transportflygdivisionen överförs till F 3 i linjeorganisationen från F 8.
- 1974: Flottiljen avvecklas officiellt den 30 juni.
- 1974: Målflyg- och Transportflygdivisionen överförs i linjeorganisationen till F 13 Norrköping.
- 1982: Flygvapnets Bomb- och skjutskola (FBS) omlokaliseras temporärt till F 18 Tullinge.
- 1985: Transportflygdivisionen överförs linjeorganisationen till F 7 Såtenäs.
- 1994: Detachementet får F 16 som ny huvudman.
- 1997: Målflygdivisionen vid F 16M avvecklades.
- 2003: Flygskolan lokaliseras till Malmen.
- 2003: Detachementet får F 17 som ny huvudman.
- 2005: Detachementet får LSS som ny huvudman.

## Ingående enheter
I samband med att kåren omorganiserades till flottilj 1936, kom flottiljen att bestå av tre flygdivisioner. Under året 1941 ingick även en fjärrspaningsflygdivision vid flottiljen. Osäkert dock om den tilldelades någon divisionsfärg samt divisionsnummer? Divisionen överfördes i slutet av 1941 till F 11 i Nyköping där den bildade stommen i 111. spaningsflygdivisionen. De tre kvarvarande divisionerna omorganiserades med start 1948 till jaktflygdivisioner. I början av 1970-talet bestod flottiljen av tre flygdivisioner, två jaktflygdivisioner och en målflygdivision. 33. jaktflygdivisionen (Cesar Gul), med tillhörande baskompani var vakantsatt sedan den 1 juli 1967. I dess ställe hade en målflygdivision bildats den 1 juli 1967. När riksdagen beslutade att flottiljen skulle avvecklas, beslutades det samtidigt att Bråvalla flygflottilj skulle överta mobiliserings- och förvaltningsansvaret. En av flottiljens två jaktdivisioner föreslogs först att ombaseras till Kalmar flygflottilj (F 12). Detta då F 12 enbart hade två jaktdivisioner. Istället kom de båda divisionerna att upplösas den 1 april 1973, och divisionens flygplan med personal övergick från den 2 april 1973 till Blekinge flygflottilj (F 17). Där de kom att utgöra stommen i flottiljens ombeväpning till J 35F-systemet.
| Beteckning | Namn                             | Aktiv     | Anmärkning                                                         |
| ---------- | -------------------------------- | --------- | ------------------------------------------------------------------ |
| Cesar Röd  | 31. jaktflygdivisionen           | 1936–1973 | Omorganiserad 1948 till jakt                                       |
| Cesar Blå  | 32. jaktflygdivisionen           | 1936–1973 | Omorganiserad 1948 till jakt                                       |
| Cesar Gul  | 33. jaktflygdivisionen           | 1936–1967 | Omorganiserad 1948 till jaktVakantsatt 1967                        |
| FBS        | Flygvapnets bomb- och skjutskola | 1968–1982 | Omlokaliseras 1982 till F 18                                       |
| MFD        | Målflygdivisionen                | 1967–1997 | Överfördes 1974 till F 13Överfördes 1993 till F 16Avvecklades 1997 |
|            | Flygtransportdivisionen          | 1973–1985 | Överfördes 1973 från F 8Överfördes 1985 till F 7                   |

### 31.jaktflygdivisionen
31. jaktflygdivisionen eller Cesar Röd var 1. divisionen vid flottiljen och bildades 1936 som en spaningsflygdivision. År 1948 omskolades divisionen till jaktflygdivision. Flygdivisionen upplöstes våren 1973.

### 32.jaktflygdivisionen
32. jaktflygdivisionen eller Cesar Blå var 2. divisionen vid flottiljen och bildades 1936 som en spaningsflygdivision. År 1948 omskolades divisionen till jaktflygdivision. Flygdivisionen upplöstes våren 1973.

### 33.jaktflygdivisionen
33. jaktflygdivisionen eller Cesar Gul var 3. divisionen vid flottiljen och bildades 1936 som en spaningsflygdivision. År 1948 omskolades divisionen till jaktflygdivision. Flygdivisionen vakantsattes och i praktiken upplöstes den 30 juni 1967.

### Flygtransportdivisionen
Flygtransportdivisionen ombaserades 1973 från F 8 till Malmen. Divisionen bestod av  Tp 52 Canberra, Tp 79, Tp 83 och Tp 85. Inför försvarsbeslutet 1982 förordade både Överbefälhavaren och försvarsutskottet om att avveckla hela detachementet på Malmslätt. I detachementet ingick vid den tidpunkten stab, förvaltnings- och driftenheter, målflyg- och transportflygdivision. Avvecklingen skulle ske successivt, och var helt färdig i slutet av 1980-talet. Den ingående verksamheten skulle då fördelas på andra förband, eller utgå ur Flygvapnets organisation. När riksdagen antog regeringens propositionen gällande försvarsbeslutet, hade det justerats till att enbart Transportdivisionen  skulle bort från Malmen. Detta genom att Transportdivisionen skulle överföras till Skaraborgs flygflottilj (F 7), för att där uppgå i dess Transportflygdivisionen.

### Flygvapnets bomb- och skjutskola

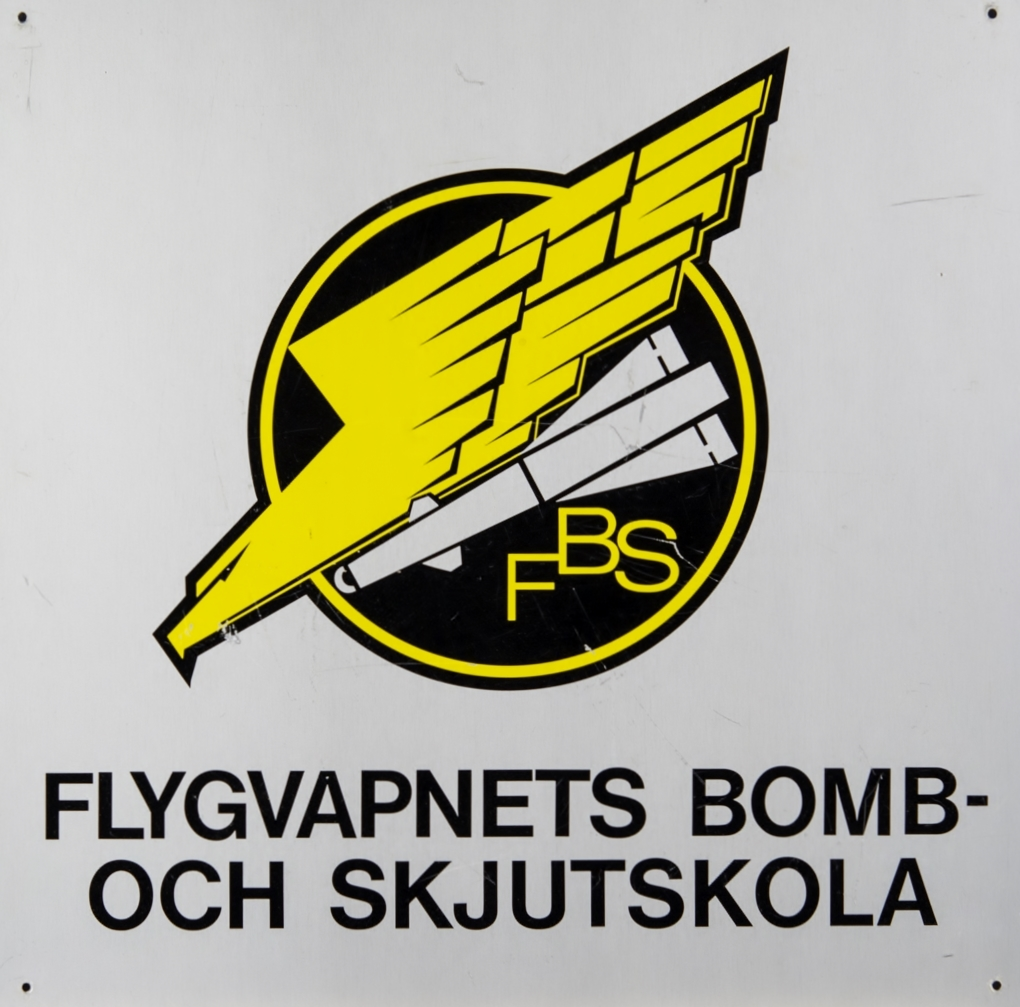
FBS emblem.

Flygvapnets bomb- och skjutskola (FBS) bildades den 17 maj 1943 och lokaliserades inledningsvis till Luleå. Skolans huvuduppgift var till en början att utbilda i bombfällning och skjutning. År 1968 omlokaliserades skolan till Malmslätt, där den teoretiska delen hölls, medan den praktiska delen hölls vid respektive flottilj. År 1981 fick skolan namnet Flygvapnets befälsskola. År 1983 omlokaliserades skolan från Malmslätt. Vissa källor hävdar att skolan under åren 1983–1985 var placerad vid Flygvapnets Södertörnsskolor (F 18) i Tullinge. Andra källor hävdar att skolan omlokaliserades direkt till Uppsala, och där först blev en del av F 16. År 1985 blev skolan organisatoriskt en del av Flygvapnets Uppsalaskolor (F 20), men löd direkt under Chefen för Flygvapnet. Flygvapnets befälsskola (FBS) var tillsammans med Flygvapnets Stridsledning- och luftbevakningsskola (StrilS) de två skolor som tillfördes Luftstridsskolan (LSS) från den 1 januari 2005.

### Målflygdivisionen

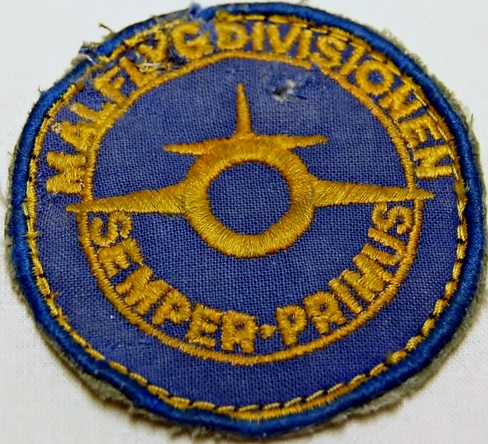
Målflygdivisionens förbandstecken.

Målflygdivisionen (MFD) bildades officiellt den 1 juli 1967 och har sitt ursprung ur en provisorisk målflygsgrupp som bildades vid flottiljen 1964. År 1971 överfördes målflyggruppen vid Hälsinge flygflottilj (F 15) med tillhörande J 32B till F 3. I samband med att Östgöta flygflottilj avvecklades, övergick divisionen tillsammans med transportdivisionen den 1 juli 1974 till F 13 Malmen, som var namnet på detachement till F 13. År 1992 stod det klart att F 13 skulle avvecklas senast den 30 juni 1994. Den ingående verksamheten skulle då fördelas på andra förband. Måldivisionen kom då genom en ceremoni den 18 juni 1993 att överföras till Upplands flygflottilj (F 16). Genom försvarsbeslutet 1996 beslutades att Målflygdivisionen och tillhörande kompani samt flygverkstaden på Malmen skulle avvecklas. Den 26 juni 1997 hölls en ceremoni över avvecklingen av divisionen med tillhörande kompani.

## Heraldik och traditioner

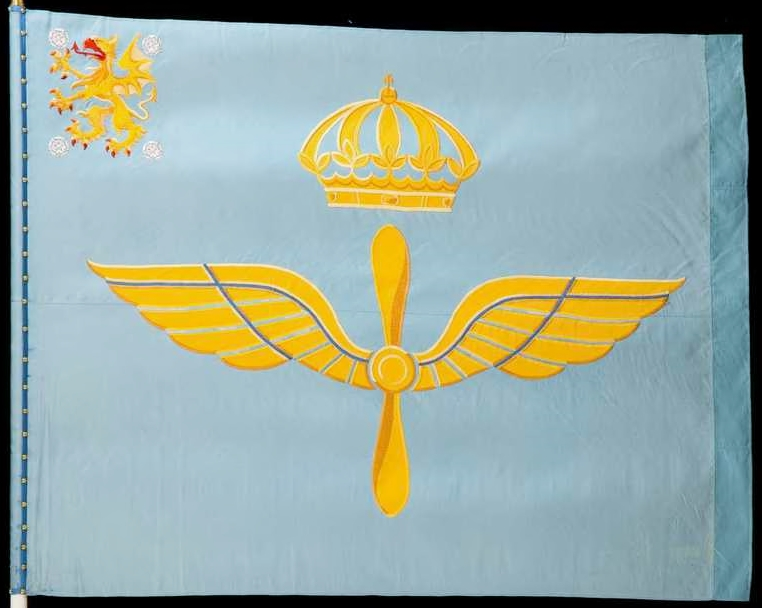
Flottiljens fana åren 1938-1974.

Östgöta flygflottilj mottog sin fana den 6 juni 1939 på Barkarby flygfält, vilken överlämnades av Kung Gustav V. Efter att flottiljen avvecklades överfördes fanan tillsammans med traditionerna till F 13. När F 13 avvecklades 1994 blev F 16 i Uppsala traditionsbärare för F 3. I samband med försvarsbeslutet 2000 beslutades att F 16 skulle avvecklas 2003. Genom denna avveckling överfördes F 16 och dess traditionsansvar 2004 till F 17 i Kallinge, vilka senare överförde dem till Luftstridsskolan (LSS) i Uppsala. Vilket återspeglas på Luftstridsskolans fana genom en sju uddig stjärna, där varje udd motsvarar traditionsansvaret över en avvecklad flygflottilj.

## Materiel vid förbandet
Åren 1926–1947 var flottiljen en spaningsflottilj och tillfördes både rena spaningsflygplan, men även jaktflygplan som användes som spaningsflygplan. Från 1948 organiserades flottiljen som jakt och beväpnades därefter med jaktflygplan. I slutet av 1960-talet och början av 1970-talet tillkom även transportflygplan och målflygplan. Dessa flygplan kvarstod på Malmen efter att flottiljen avvecklats.
| Huvudtyper - 1926–1928: S 1 - 1926–1928: J 1 - 1926–1928: J 2 - 1927–1943: S 6 - 1932–1933: J 6 - 1940–1940: J 11 - 1940–1949: S 14 - 1940–1941: B 3 - 1940–1943: S 16 - 1942–1948: S 17B - 1945–1947: S 22 - 1947–1949: J 9 - 1947–1949: S 18 - 1948–1952: J 22 - 1951–1956: J 28B Vampire - 1953–1966: J 29B/F Tunnan - 1965–1973: J 35D/F Draken | Övriga typer - 1926–1928: A 1 Dront - 1967–1967: S 29 Tunnan - 1974–1997: J 32B/D/E Lansen - 1970–1997: Sk 60 - 1973–1974: Tp 52 - 1974–1977: Tp 83 - 1974–1984: Tp 79 - 1973–1998: Tp 85 - 1964–1972: Hkp 3 |

## Förbandschefer
Förbandschefen titulerades flottiljchef och hade tjänstegraden överste.

- 1926–1932: Emil Björnberg
- 1932–1934: Axel Gyllenkrok
- 1934–1941: Gösta von Porat
- 1941–1951: Hugo Beckhammar
- 1951–1952: Lennart Peyron
- 1952–1959: Nils-Magnus von Arbin
- 1959–1962: Åke Sundqvist
- 1962–1965: Bengt Rosenius
- 1965–1971: Olle Knutsson
- 1971–1974: Gösta Norrbohm

## Namn, beteckning och förläggningsort
| Tredje flygkåren            | 1926-07-01 | – | 1936-06-30 |
| Kungl. Östgöta flygflottilj | 1936-07-01 | – | 1974-06-30 |

| F 3 | 1926-07-01 | – | 1974-06-30 |

| Malmslätt (F)  | 1926-07-01 | – | 1974-06-30 |
| Kärnskogen (Ö) | 1936-??-?? | – | 1946-??-?? |
| Stenholmen (Ö) | 1936-??-?? | – | 1946-??-?? |
| Hästholmen (Ö) | 1936-??-?? | – | 1946-??-?? |
| Skenholmen (Ö) | 1936-??-?? | – | 1946-??-?? |
| Kärnskogen (Ö) | 1956-??-?? | – | 1974-06-30 |

## Galleri

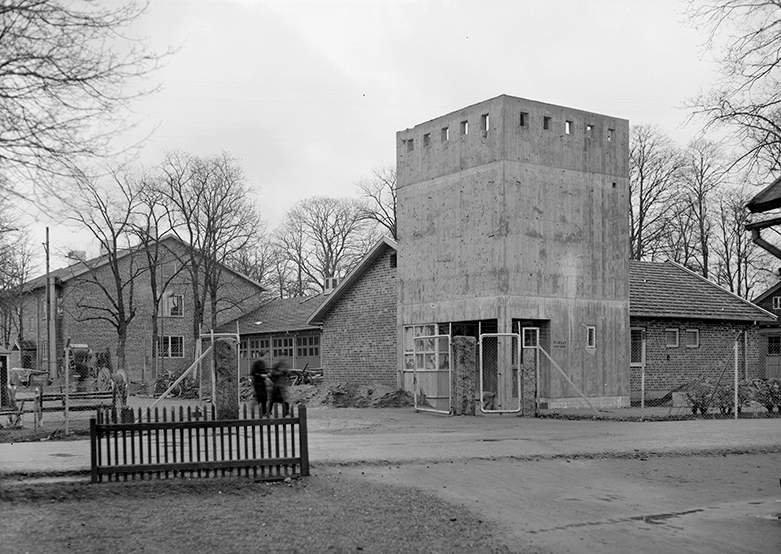
Nya vakthuset på F 3 Malmen byggs, 1944
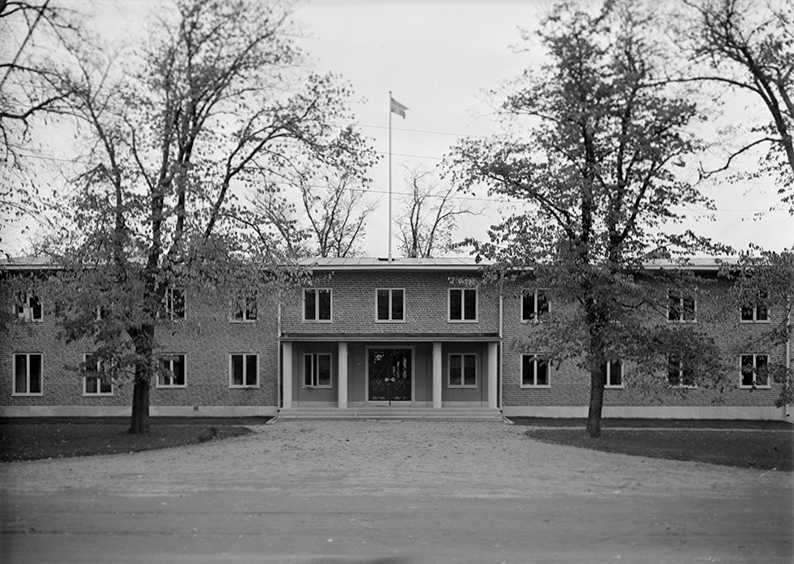
Nya kanslihuset på F 3 Malmen, 1940. Exteriör, entrén ifrån sidan
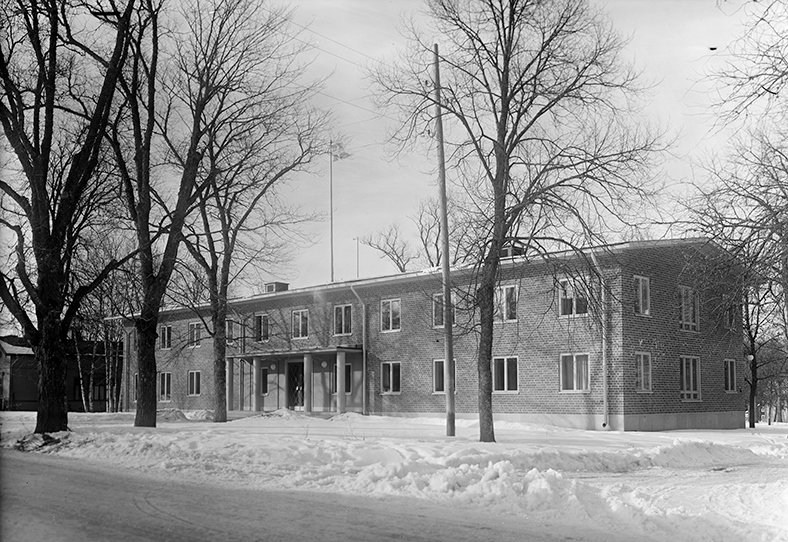
Nya kanslihuset på F 3 Malmen, 1941
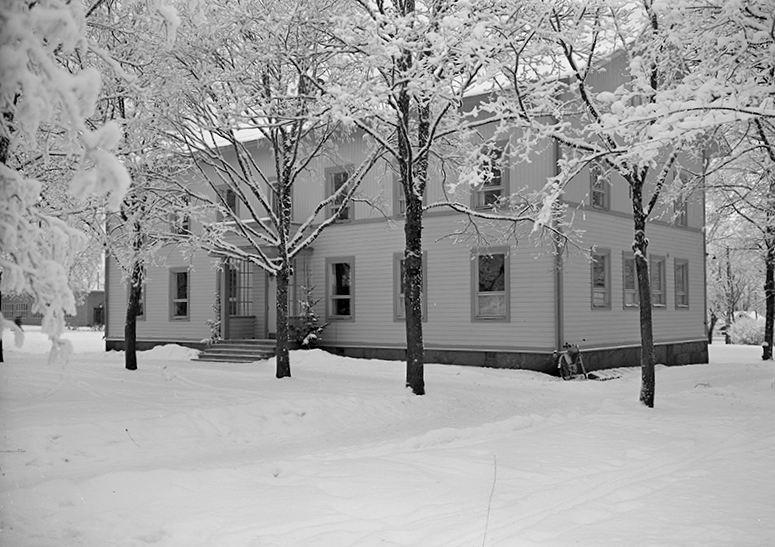
Sjukhuset på F 3 Malmen, 1942
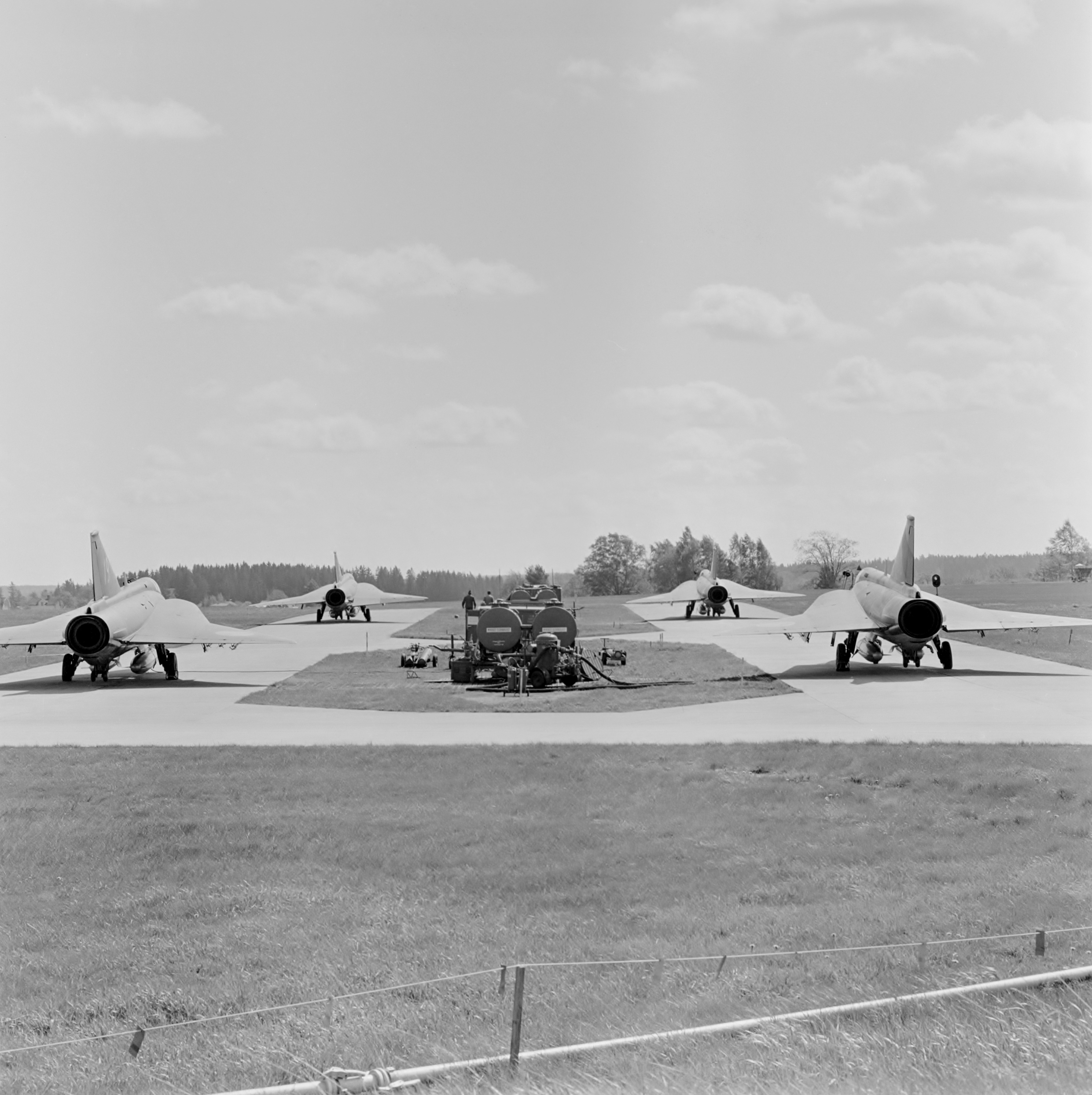
Fyra J 35D Draken i startberedskap.